# 拉萨市群众文化体育中心
拉萨市群众文化体育中心，位于西藏自治区拉萨市柳梧新区，是集体育场、体育馆、西藏牦牛博物馆为一体的综合场馆，也是世界上海拔最高的现代化体育场馆。

## 简介
拉萨市群众文化体育中心位于察古大道以东，奥体大街以南，东环路以西，柳梧新村路以北。拉萨市群众文化体育中心是西藏和平解放60周年大庆奠基项目，建成之后是西藏自治区规模最大的群众活动中心。该项目由北京市援建，总建筑面积67501万平方米，是北京市援藏20年来规模最大的单体项目，北京市援藏资金总投资约7.5亿元人民币，包括“一场两馆”（体育场、体育馆、西藏牦牛博物馆）及音乐广场。其中，体育场可容纳3万人，体育馆有6000个座位，牦牛博物馆占地面积8000多平方米。
2011年8月31日，拉萨市群众文化体育中心奠基仪式在项目施工现场举行。2012年7月3日开工。2013年8月18日，体育馆实现主体结构封顶。2014年9月，体育馆投入使用。2014年10月，拉萨市群众文化体育中心全部竣工并通过验收。2015年11月，由北京住总集团建设的北京重点援藏项目拉萨市群众文化体育中心获得中国建筑业最高奖鲁班奖。
2015年2月，拉萨净土男子篮球俱乐部成立后，将主场设在拉萨市群众文化体育中心体育馆。

## 演唱會
| 日期       | 演唱會                         | 歌手   | 備註                                             |
| ---------- | ------------------------------ | ------ | ------------------------------------------------ |
| 2019/10/12 | 絕色莫文蔚25周年世界巡迴演唱會 | 莫文蔚 | 全世界海拔最高的萬人演唱會，已申報健力士世界紀錄 |

## 西藏牦牛博物馆
西藏牦牛博物馆位于中国西藏自治区拉萨市柳梧新区察古大道6号，拉萨火车站东面，是一座展示牦牛文化的专题博物馆。
2010年底，建设西藏牦牛博物馆的想法被提出。当时，北京市的主要领导对此给予支持，并将该馆列为北京市对口支援拉萨市的文化创意工程，纳入了“拉萨市群众文化体育中心”整体项目。故宫博物院的主要领导两次赴西藏，指导西藏牦牛博物馆的筹建。西藏自治区及拉萨市领导对该馆的建设也很重视。
2011年底，西藏牦牛博物馆筹备办公室成立。2012年，主体建筑工程动工。2012年底，西藏自治区文物局批准设立西藏牦牛博物馆，计划2014年5月18日国际博物馆日开馆试运行。该馆建成后，将成为中国乃至世界首座以牦牛为主题的博物馆。
2013年5月18日国际博物馆日当天，在西藏牦牛博物馆建设工地上，西藏牦牛博物馆筹备办公室举行了以“感恩牦牛，记忆创造”为主题的捐赠仪式。台湾的藏传佛教艺术品收藏家陈百忠捐赠了一件500年前的法器牛皮鼓和一幅唐卡。西藏山南地区加查县的格桑老阿妈捐赠了祖传的藏族传统服饰牦牛皮甲和20余年前自己亲自制作的牛绒毯子。西藏画家昂桑捐赠了自己的画作《藏人》，被定为该博物馆的主题画。
2014年5月18日国际博物馆日，西藏牦牛博物馆开馆试运营。2016年12月15日至2017年3月15日，西藏牦牛博物馆在北京首都博物馆举办《牦牛走进北京——高原牦牛文化展》。